# Sky Katz
Skylar Katz, detta Sky (Melville, 12 dicembre 2004) è una rapper e attrice statunitense, nota per aver interpretato il ruolo di Tess O'Malley nella serie televisiva A casa di Raven.

## Biografia
Katz ha due sorelle maggiori, Madison e Hailey, e un fratello maggiore, Dylan.
Ha scoperto la sua passione per il rap alla sola età di 5 anni e il suo sport preferito è il basket.

## Carriera

### Attrice
Il suo primo ruolo sostanziale lo ha ottenuto nel 2017, quando è stata scelta nel cast principale della serie televisiva A casa di Raven, sequel della serie Raven.
Nel 2021 ottiene il ruolo principale nella nuova serie prodotta da Netflix, intitolata Surviving Summer.

### Cantante
Ha partecipato all'undicesima edizione di America's Got Talent, esibendosi con il suo singolo Fresh. Poco dopo, è stato rilasciato il singolo Haters.
Tra il 2017 e il 2018 ha rilasciato le canzoni For Da Summer e Fall Back,
Nel 2019 invece è il turno di Like This, in collaborazione con Lil Tjay, Saucy e On The Block. Sempre nello stesso anno sono disponibili due ulteriori canzoni estratte da due colonne sonore: Party With Me dal film Kim Possible, basato sul cartone omonimo, e Smoky Flow, per la serie A casa di Raven.
Dal 2020 sono disponibili i singoli Crushin e Back at It.

## Filmografia

### Televisione
- A casa di Raven - serie TV (2017-2022, 2023)
- Surviving Summer - Un'estate travolgente (Surviving Summer) - serie TV, 18+ episodi (2022-in corso)

## Programmi televisivi
- America's Got Talent, talent show (2016) - Concorrente

## Discografia

### Singoli
- 2018 – Fall Back
- 2019 – Like This (feat. Lil Tjay)
- 2019 – Saucy
- 2020 – Crushin
- 2020 – Back at It